# شماره شناسایی شخصی (دانمارک)
شماره شناسایی شخصی دانمارکی (دانمارکی: CPR-nummer یا personnummer) یک شماره شناسایی ملی، که بخشی از اطلاعات شخصی است، که در سیستم ثبت احوال ذخیره شده‌است (دانمارکی: Det Centrale Personregister).
این ثبت در سال ۱۹۶۸ با تلفیق اطلاعات کلیه ثبت احوال شهری دانمارک در یکدیگر تأسیس شد.
این یک عدد ده رقمی با فرمت DDMMYY-SSSS است که در آن DDMMYY تاریخ تولد و SSSS یک عدد دنباله است. اولین رقم عدد دنباله قرن تولد را رمزگذاری می‌کند (به طوری که صدمین سال از نوزادان متمایز می‌شوند)، و آخرین رقم برای مردها عدد فرد و برای خانمها عدد زوج است.

## الزام
هر شخصی که از تاریخ ۲ آوریل ۱۹۶۸ (۱ مه ۱۹۷۲ در گرینلند) و بعد از آن در ثبت احوال دانمارک ثبت شده‌است، یک شماره شناسنامه شخصی دریافت می‌کند. هر شخصی که عضو ATP (سازمان بازنشستگی کار) باشد یا طبق قانون کنترل مالیات دانمارک، باید در دانمارک مالیات بپردازد، اما در ثبت احوال ثبت نشده، یک شماره شناسایی شخصی نیز دریافت می‌کند.
ثبت احوال فقط افرادی را ثبت می‌کند که:
- متولد شده در دانمارک از مادری که قبلاً در ثبت احوال ثبت شده بود، یا
- آیا تولد یا غسل تعمید خود را در "دانسکس الکلترونیک کربیبوگ (DNK)" (کتاب کلیسای الکترونیکی دانمارک) ثبت کنید، یا
- به مدت ۳ ماه یا بیشتر در دانمارک اقامت داشته باشید (شهروندان غیر نوردی نیز باید دارای اجازه اقامت باشند)

شهروندان دانمارکی، از جمله نوزادان تازه متولد شده، که حق شهروندی دانمارک را دارند، اما در خارج از کشور زندگی می‌کنند، شماره شناسنامه شخصی دریافت نمی‌کنند، مگر اینکه آنها به دانمارک نقل مکان کنند.

## گواهی شماره شناسنامه شخصی
Personnummerbevis اصطلاح دانمارکی برای گواهی شماره شناسایی شخصی است. امروزه این گواهینامه در جامعه دانمارک از کاربرد کمتری برخوردار است، زیرا به دلیل جایگزینی آن با Sundhedskort ("کارت بهداشت") بسیار متنوع تر که حاوی همان اطلاعات و موارد دیگر است، جایگزین شده‌است. هر دو گواهینامه اطلاعات برگرفته از سیستم ثبت احوال می‌باشند. با این حال، personnummerbevis هنوز هم امروز صادر شده و از سپتامبر ۱۹۶۸ وجود دارد.
این امر پس از ثبت نام در سامانه ثبت احوال، یا با تولد یا با رفتن به این کشور دریافت می‌شود. ممکن است فقط یک بار صادر شود و تغییر آدرس مستلزم صدور آدرس جدید نباشد. اما می‌توان درخواست جدیدی را از وزارت امور اجتماعی یا در برخی موارد شهرداری محل زندگی دریافت کرد.

## شماره شناسایی شخصی در جامعه دانمارک
این شماره بخشی جدایی ناپذیر از جامعه دانمارک است و دریافت هر نوع خدمات دولتی بدون آن تقریباً غیرممکن است. حتی در بخش خصوصی نیز دریافت خدمات بدون چنین شماره ای به سختی انجام می‌گیرد، مگر اینکه مشاغل جزئی روزانه باشد.